# Nemestrinus pollinosus
Nemestrinus pollinosus är en tvåvingeart som beskrevs av Paramonov 1945. Nemestrinus pollinosus ingår i släktet Nemestrinus och familjen Nemestrinidae.
Artens utbredningsområde är Turkmenistan. Inga underarter finns listade i Catalogue of Life.